# Sierra de Cardeña-Montoro

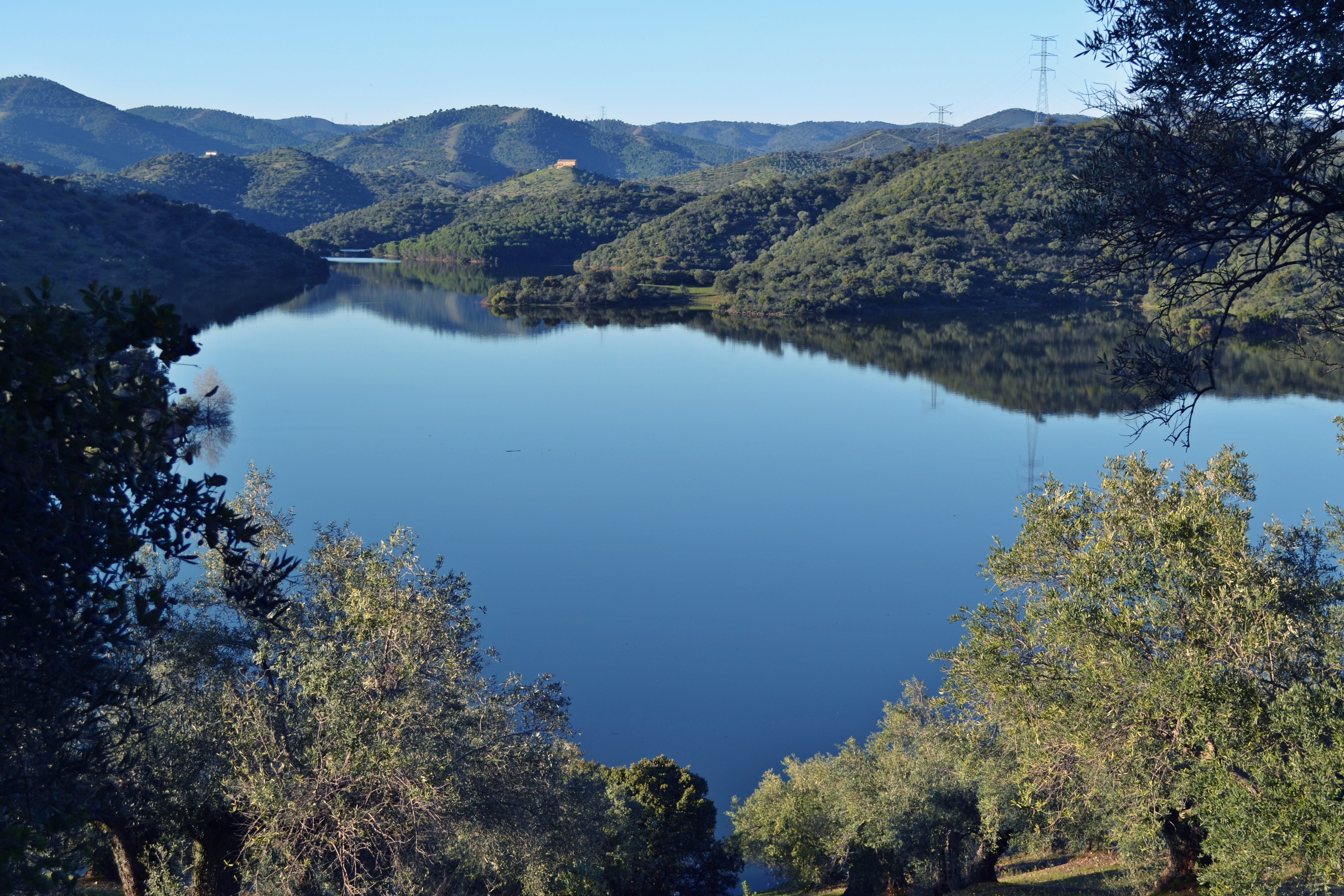
Pantano del Yeguas

Die Sierra de Cardeña-Montoro ist ein im Nordosten der Provinz Córdoba gelegener, zur Sierra Morena gehörender Gebirgszug. Das Gebiet ist als Naturpark geschützt, sanfte Hügel kontrastieren mit tief eingeschnittenen Flusstälern. Die Wälder aus Steineiche und Wildem Ölbaum werden zumeist beweidet und bilden ein typisches Beispiel der dehesa genannten Weidewälder. Luchse und Steinadler, gelegentlich auch Wölfe, finden hier noch einen Lebensraum. Am westlichen Rand des Naturparks liegt der Ort Cardeña, von dem aus man das Gebiet auf Wanderungen erkunden kann.